# Yunnan Yukun FC
Der Yunnan Yukun Football Club (chinesisch 云南玉昆足球俱乐部) ist ein chinesischer Fußballverein aus Yuxi. Aktuell, Oktober 2024, spielt der Verein in der zweiten Liga, der China League One.

## Geschichte
Der Verein wurde am 31. Juli 2021 von der Yuxi Education Investment Co., Ltd.als Yunnan Yukun Iron & Steel Football Club gegründet. Am 12. April 2022 wurde der Verein in Yuxi Yukun Iron & Steel Football Club umbenannt. Vor Saisonstart 2023 wurde der am 24. Februar 2023 in Yunnan Yukun Football Club umbenannt.

## Namenshistorie
| von              | bis              | Vereinsname                             |
| ---------------- | ---------------- | --------------------------------------- |
| 31. Juli 2021    | 12. April 2022   | Yunnan Yukun Iron & Steel Football Club |
| 12. April 2022   | 24. Februar 2023 | Yuxi Yukun Iron & Steel Football Club   |
| 24. Februar 2023 |                  | Yunnan Yukun Football Club              |

## Erfolge
- Chinesischer Zweitligameister: 2024

## Stadion
Der Verein trägt seine Heimspiele im Yuxi Plateau Sports Center Stadium (chinesisch 玉溪高原体育运动中心) in Yuxi (chinesisch 玉溪市). Das Stadion hat ein Fassungsvermögen von 25.000 Personen.

## Trainer
| Trainer       | von               | bis               |
| ------------- | ----------------- | ----------------- |
| Choi Jin-han  | 13. Juli 2022     | 31. Dezember 2022 |
| Hongli Niu    | 19. März 2023     | 20. Juni 2023     |
| Jun Shi       | 23. Juni 2023     | 5. September 2023 |
| Jinyu Li      | 7. September 2023 | 22. Mai 2024      |
| Guangqi Guo   | 22. Mai 2024      | 2. Juni 2024      |
| Jörn Andersen | 3. Juni 2024      |                   |

## Aktueller Kader
| Nr. |                     | Position | Name              |
| --- | ------------------- | -------- | ----------------- |
| 1   | China Volksrepublik | TW       | Yao Haoyang       |
| 2   | China Volksrepublik | AB       | Li Peng           |
| 3   | China Volksrepublik | AB       | Liu Yi            |
| 5   | China Volksrepublik | AB       | Jiang Jihong      |
| 6   | China Volksrepublik | MF       | Zhao Yuhao        |
| 7   | China Volksrepublik | ST       | Luo Jing          |
| 8   | China Volksrepublik | MF       | Zhong Haoran      |
| 9   | Marokko             | MF       | Zakaria Labyad    |
| 10  | Rumänien            | MF       | Alexandru Ioniță  |
| 11  | China Volksrepublik | MF       | Chen Chenzhenyang |
| 12  | China Volksrepublik | AB       | Zhao Jianan       |
| 13  | China Volksrepublik | TW       | Qiu Shengjun      |
| 14  | China Volksrepublik | ST       | Liu Yuhao         |
| 15  | China Volksrepublik | MF       | Shi Zhe           |
| 16  | China Volksrepublik | ST       | Zhao Jianbo       |
| 17  | China Volksrepublik | MF       | Liu Yi            |

| Nr. |                     | Position | Name               |
| --- | ------------------- | -------- | ------------------ |
| 18  | China Volksrepublik | AB       | Yi Teng            |
| 19  | China Volksrepublik | MF       | Du Jinlong         |
| 20  | Hongkong            | AB       | Tsui Wang Kit      |
| 21  | China Volksrepublik | ST       | Li Biao            |
| 22  | China Volksrepublik | AB       | Dilmurat Mawlanyaz |
| 23  | China Volksrepublik | TW       | Zhang Jianzhi      |
| 24  | China Volksrepublik | TW       | Yu Jianxian        |
| 25  | China Volksrepublik | AB       | Bi Haoyang         |
| 26  | China Volksrepublik | MF       | Cui Ming'an        |
| 27  | China Volksrepublik | ST       | Han Zilong         |
| 28  | China Volksrepublik | MF       | He Xiaotian        |
| 30  | Simbabwe            | ST       | Nyasha Mushekwi    |
| 32  | China Volksrepublik | MF       | Li Guangwen        |
| 33  | China Volksrepublik | AB       | Cao Haiqing        |
| 36  | China Volksrepublik | MF       | Zang Yifeng        |